# Ken Sailors
Kenneth L. Sailors (ur. 14 stycznia 1921 w Bushnell, zm. 29 stycznia 2016 w Laramie) – amerykański koszykarz, obrońca, zaliczony do drugiego składu najlepszych zawodników BAA.

## Osiągnięcia
NCAA
- Mistrz NCAA (1943)[2]
- Most Outstanding Player (MOP=MVP) turnieju NCAA (1943)[3]
- Zawodnik Roku (1943)[4]
- Wybrany do:
  - I składu All-American (1943)[5]
  - II składu All-American (1946)[5]
  - Galerii Sław Sportu Uniwersytetu Wyoming – University of Wyoming Athletics Hall of Fame (1993)[4]
  - Akademickiej Galerii Sław Koszykówki (2012)[6]

AAU
- 2-krotnie wybierany do AAU All-American (1943, 1946)

BAA/NBA
- Wybrany do II składu BAA (1949)[1]
- Uczestnik meczu gwiazd Legend NBA (1957)[7]